# Tańczmy latino
Tańczmy latino – singel polskiej artystki, AGBE, który został wydany 10 sierpnia 2023
Singel zdobył ponad 1,7 miliona wyświetleń w serwisie YouTube (na luty 2024) oraz prawie 300 tys. odsłuchań w serwisie Spotify (na luty 2024).

## Nagrywanie
Utwór został wyprodukowany oraz napisany przez Agnieszkę Brysiak.Za mix/mastering utworu odpowiada Lose Mind Studio.

## Twórcy
- Agnieszka Brysiak – tekst, produkcja, kompozycja, wokale
- Lose Mind Studio – mix/mastering